# Еріон синьогрудий
Еріон синьогрудий (Eriocnemis mirabilis) — вид серпокрильцеподібних птахів родини колібрієвих (Trochilidae). Ендемік Колумбії.

## Опис
Довжина птаха становить 8-9 см. У самців верхня частина тіла темно-зелена, блискуча, лоб смаргадово-зелений, за очима білі плямки. Хвіст роздвоєний, зверху темно-бронзово-зелений, знизу золотисто-бронзово-зелений, блискучий. Горло і верхня частина грудей зелені, блискучі, живіт фіолетовий, блискучий, поцяткований червонуватими плямами. Гузка і нижні покривні пера хвоста рубіново-червоні і бронзові, блискучі. Лапи покриті білим пуховим пір'ям. Дзьоб прямий, чорнуватий. У самиць верхня частина тіла і боки темно-зелена, середина горла і груди білі, поцятковані зеленими плямами. Решта нижньої частини тіла червонувато-бронзова, поцяткована білими плямками. Хвіст бронзово-зелений з синювато-чорними краями, гузка поцяткована білими плямками.

## Поширення і екологія
Синьогруді еріони відомі лише з чотирьох невеликих районів в горах Західного хребта Колумбійських Анд в департаменті Каука на південному заході країни: на схилах гори Серро-Чаргуаяко, в Національному парку Мунчіке, в горах Серранія-дель-Пінче і в районі Ель-Планчон. Загалом площа ареалу синьогрудих еріонів становить приблизно 14 км². Ці птахи живуть у незайманих хмарних лісах, іноді на узліссях і галявинах. Зустрічаються на висоті від 2220 до 2600 м над рівнем моря. Типовими рослинами, поширеними в їх середовищі проживання є Billia colombiana, Clusia, Persea, Hyeronima colombiana, Quercus humboldtii і Weinmannia pubescens. Синьогруді еріони живляться нектаром квітучих рослин, зокрема Tillandsia delicatula, Clusia, Anthopterus oliganthus, Cavendishia bracteata, Psammisia columbiensis, Besleria quadrangulata, Elleanthus aurantiacus, і Palicourea killipii. Вони шукають їжу на висоті від 2 до 4 м над землею. В кладці 2 білих яйця. Інкубаційний період триває 14-15 днів.

## Збереження
МСОП класифікує цей вид як такий, що перебуває на межі зникнення. За оцінками дослідників, популяція синьогрудих еріонів становить від 375 до 1500 птахів. Їм загрожує знищення природного середовища.